# 邦戈洛省
7°1′N 7°29′W / 7.017°N 7.483°W

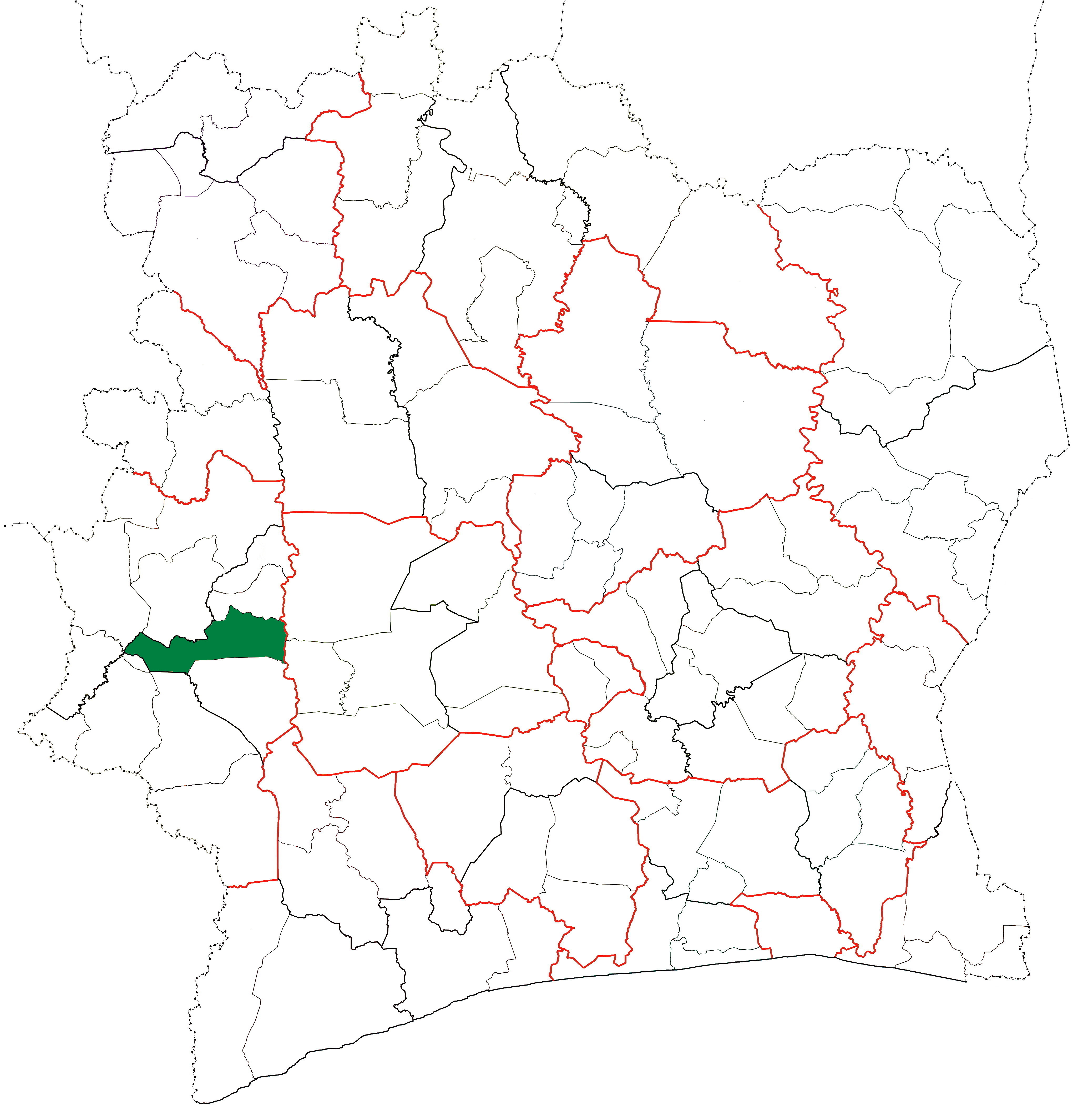

邦戈洛省（Bangolo Department），是科特迪瓦的省份，位於該國西部山地區，由古埃蒙大區負責管轄，成立於1988年，面積2,600平方公里，2014年人口318,129，人口密度每平方公里120人。